# イケてる私とサエない僕
『イケてる私とサエない僕』（原題：Geek Charming）は、ディズニー・チャンネル・オリジナル・ムービーの映画。全米公開は2011年11月11日。

## ストーリー
学校の人気者で傲慢なディランと、映画好きで周りからオタクとして見られているジョシュがいた。二人はあるハプニングで知り合い、ディランはブロッサム・クイーンになるため、ジョシュは映画祭に出品する映画を作るために、協力する。一度はディランの傲慢な態度にジョシュは腹を立てるが、テーマを今から変えるのは不可能だと言われ、渋々協力する。しかしジョシュは、ディランの傲慢な態度の裏にある訳を知り、ディランも次第に心を開いていく。

## キャスト
※括弧内は日本語吹替
ディラン - サラ・ハイランド（早見沙織）
学校で人気の女子。初めは傲慢でジョシュに嫌な態度を取るが、次第に心を開いていく。
ジョシュ - マット・プロコプ（水島大宙）
映画好きで、映画クラブの部長。映画祭に出す映画でディランの事をドキュメンタリー映画を作る。
エイミー - サーシャ・ピーターズ（豊口めぐみ）
ディランの昔の親友。
サンディ - リリー・バードセル（日野由利加）
ジョシュの母。ジョシュの父が単身赴任のため、ジョシュを一人で育てている。
アラン - アンドリュー・エアリー（田中正彦）
ディランの父。ディランの母が死んでしまったため、ディランを一人で育てている。

## 挿入歌
- Allstar Weekend - Hey Princess
- Doves - Words
- Bia - Move